# Abóbada de berço

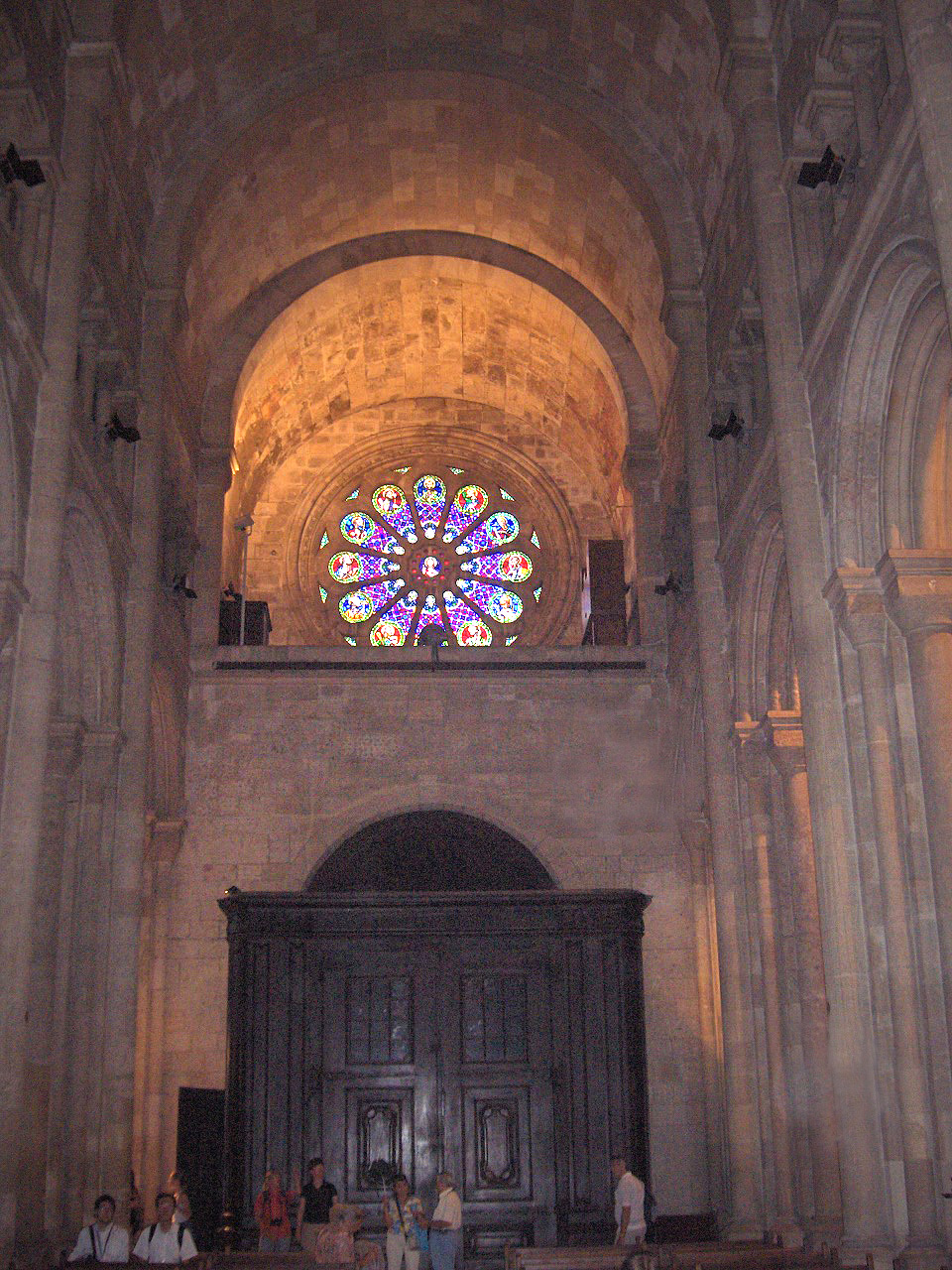
Sé de Lisboa: nave coberta por abóbada de berço. Note-se a ausência de Clerestório das janelas, com toda a luz natural a ser fornecida pela janela em Rosácea na extremidade da abóbada.

Abóbada de berço, também referida como abóbada de canudo, abóbada cilíndrica ou abóbada de canhão, é um tipo de abóbada construída como um contínuo arco de volta perfeita.
É um elemento arquitetónico característico da arquitetura romana, retomado posteriormente pela arquitetura do Renascimento.
A abóbada de berço apresentava duas desvantagens: o excesso de teto de alvenaria, que podia provocar sérios desabamentos, e a reduzida luminosidade interna resultante das janelas estreitas.A abertura de grandes vãos era impraticável,  por enfraquecer as paredes e aumentar o risco de desabamentos.

## Teoria e história antiga

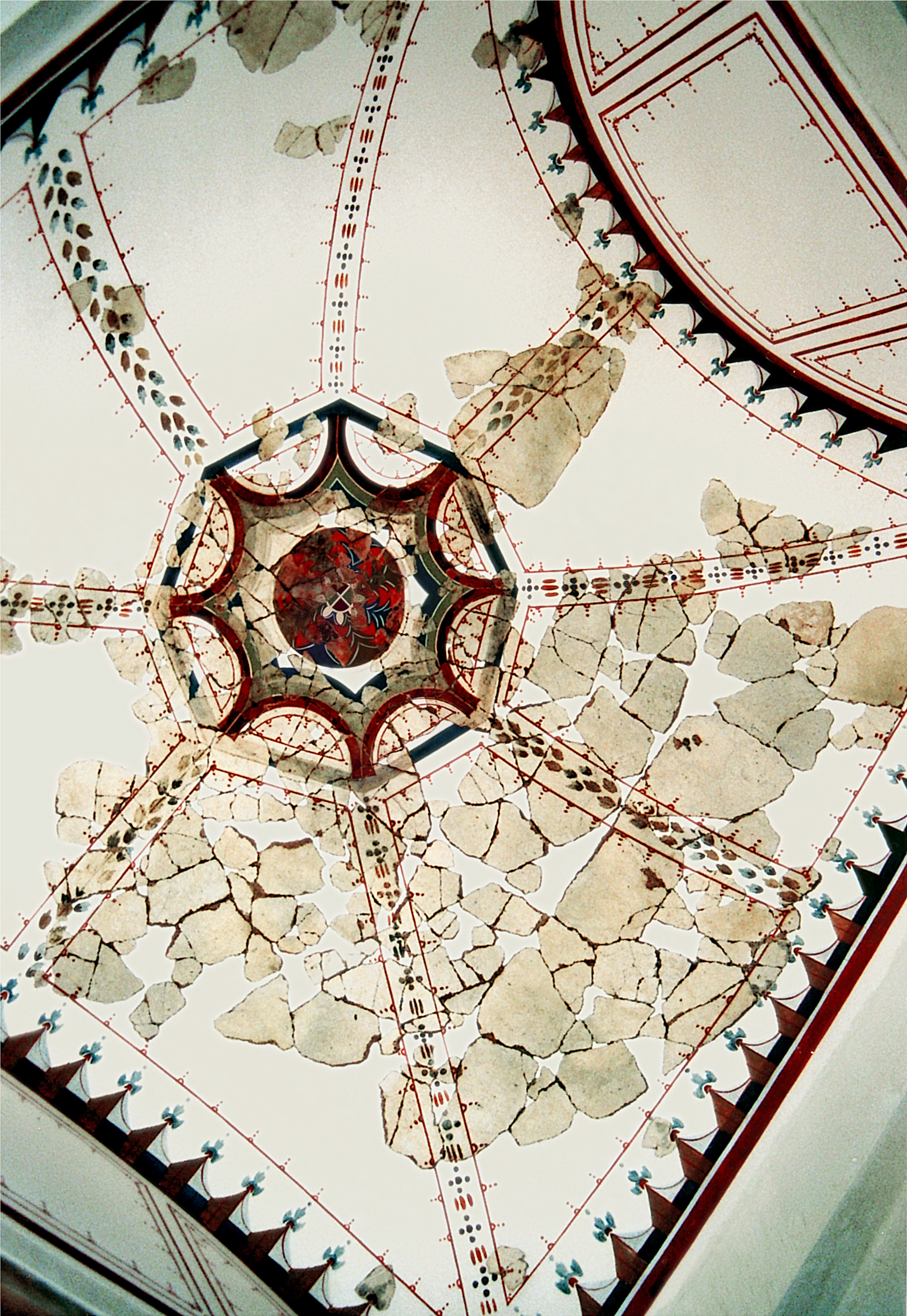
Abóbada de berço romana na villa rustica Bad Neuenahr-Ahrweiler, Alemanha.

A abóbada de berço era conhecida e utilizada pelas primeiras civilizações, incluindo o antigo Egito e a Mesopotâmia. No entanto, aparentemente não era um método de construção muito popular ou comum nessas civilizações. Os persas e os romanos foram os primeiros a fazer uso arquitetónico significativo deste tipo de abóbadas. A técnica provavelmente evoluiu por necessidade de cobrir edifícios com elementos de alvenaria, como tijolos ou blocos de pedra, em áreas onde os barrotes e a madeira eram escassos. O exemplo mais antigo conhecido de uma abóbada é uma abóbada de canhão encontrada sob o zigurate sumério em Nippur na Babilónia, atribuída a cerca de 4.000 a.C., que foi construído com tijolos queimados amalgamados com argamassa de argila. As primeiras abóbadas de túneis no Egito são encontradas em Requagnah e Denderah, por volta de 3500 a.C. na era pré-dinástica. Estes foram construídos com tijolos secos ao sol em três anéis sobre passagens que descem para túmuloss com um vão de apenas dois metros. Nestes primeiros casos, a abóbada de berço era usada principalmente para estruturas subterrâneas, como drenagens e esgotos, embora vários edifícios do grande palácio-templo mortuário de Ramesseum do egípto tardio também tenham sido abobadados desta forma. Evidências arqueológicas recentes descobertas no sítio Morgantina (na província de Enna) mostraram que a abóbada de berço acima do solo era conhecida e usada na Sicília helenística no século III a.C., o que mostra que a técnica também era conhecida pelos gregos antigos.
O telhado abobadado de uma antiga câmara mortuária de Harappa foi encontrado em Rakhigarhi. S.R Rao relata o telhado abobadado de uma pequena câmara numa casa de Lothal. As abóbadas de berço também foram usadas na cultura do Cemitério H no Harappan tardio datado de 1900 a.C.-1300 a.C. que formava o teto do forno de metalurgia; a descoberta foi feita por Vats em 1940 durante a escavação em Harappa.
Os antigos romanos provavelmente herdaram o seu conhecimento da abóbada de berço dos etruscos e do Oriente Próximo. Os persas e romanos foram os primeiros a usar este método de construção extensivamente em projetos de grande escala e foram provavelmente os primeiros a usar andaimes para auxiliá-los na construção de abóbadas que abrangiam larguras maiores do que qualquer outra alguma vez vista. No entanto, os construtores romanos gradualmente começaram a preferir o uso de abóbada de aresta; embora de construção mais complexa, este tipo de abóbada não necessitava de paredes pesadas e grossas para sustentação, permitindo assim edifícios mais espaçosos, com maiores aberturas e muito mais luz no interior, como as termas romanas.
Após a queda do Império Romano, foram construídos poucos edifícios de grande porte que exigiam o uso de abóbadas durante vários séculos. No início do período românico, assistiu-se a um regresso às abóbadas de pedra nas primeiras grandes catedrais; os seus interiores eram bastante escuros, devido às paredes grossas e pesadas necessárias para sustentar a abóbada. Uma das maiores e mais famosas igrejas fechadas por uma ampla abóbada de berço foi a igreja da Abadia de Cluny, construída entre os séculos XI e XII.
Nos séculos XIII e XIV, com o avanço do novo estilo Gótico, a abóbada de berço tornou-se quase extinta nas construções das grandes catedrais góticas; a abóbadas de aresta reforçada por nervuras de pedra foram usadas principalmente no início, e mais tarde foram desenvolvidas vários tipos de abóbadas medievais espetaculares, ornamentadas e complexas. No entanto, com o advento da arquitetura renascentista e barroca, e o interesse reavivado pela arte e arquitetura da antiguidade, a abóbada de berço foi reintroduzida numa escala verdadeiramente grandiosa, e empregada na construção de muitos edifícios e igrejas famosas, como a Basilica di Sant'Andrea di Mantova de Leone Battista Alberti, San Giorgio Maggiore de Andrea Palladio, e talvez a mais gloriosa de todas, a Basílica de São Pedro em Roma, onde uma enorme abóbada de berço abrange a nave de 27 m (89 pé) de largura.